# Rettersheim
Rettersheim ist ein Gemeindeteil des Marktes Triefenstein im unterfränkischen Landkreis Main-Spessart in Bayern und eine Gemarkung.

## Geographie

### Lage
Das Pfarrdorf Rettersheim liegt zwischen Marktheidenfeld und Wertheim an der Bundesautobahn 3. Durch Rettersheim führt der Fränkische Marienweg.

### Nachbargemarkungen
Nachbargemarkungen im Uhrzeigersinn im Westen beginnend sind Unterwittbach, Oberwittbach, Altfeld und Trennfeld.

### Gewässer
In Rettersheim entspringt der Weidbach. Außerdem fließen der Klingelsbachgraben im Norden und der Hartsgraben im Süden durch die Gemarkung.

## Geschichte
Im Norden der Gemeinde befand sich im Mittelalter die Burg Rettersheim, auf der das gleichnamige Geschlecht saß. 1176 wird ein Kraft von Rettersheim genannt. Er war der Bruder des Conrad von Homburg. Im 13. Jahrhundert fiel das Lehen in die Homburger Nebenlinie Reinstein. Heinrich von Reinstein, genannt von Raschenbrunnen, musste 1282 für die Erschlagung Heinrichs von Altertheim ein ewiges Licht im Kloster Triefenstein spenden. Wohl zur Finanzierung verkaufte er noch im gleichen Jahr sein Gut zu Rettersheim. Von der Burg sind noch spärliche Reste in Form einiger Gräben vorhanden.
Rettersheim wurde 1818 durch das Zweite Gemeindeedikt eine eigenständige Gemeinde im Herrschaftsgericht Triefenstein.
Im Jahre 1821 kam Rettersheim durch die Eingliederung des Herrschaftsgerichts Triefenstein in das Herrschaftsgericht Kreuzwertheim, aus dem am 1. Oktober 1848 die königliche Gerichts- und Polizeibehörde Kreuzwertheim hervorging und 1853 das Landgericht Stadtprozelten entstand.
Im Jahre 1862 wurde das Bezirksamt Marktheidenfeld gebildet, auf dessen Verwaltungsgebiet Rettersheim als Gemeinde im Landgericht Stadtprozelten lag. 1939 wurde wie überall im Deutschen Reich die Bezeichnung Landkreis eingeführt. Rettersheim war nun eine der 47 Gemeinden im Landkreis Marktheidenfeld (Kfz-Kennzeichen MAR). Mit Auflösung des Landkreises Marktheidenfeld im Jahre 1972 während der Gebietsreform in Bayern kam Rettersheim in den neu gebildeten Landkreis Main-Spessart (Kfz-Kennzeichen KAR, ab 1979 MSP).
Am 31. Dezember 1977 hatte Rettersheim eine Fläche von 3,55 km². Seit dem 1. Mai 1978 ist Rettersheim ein Ortsteil von Triefenstein. Rettersheim hatte am 31. Dezember 2017 eine Einwohnerzahl von 555.

## Religion
Rettersheim ist katholisch geprägt. Die Filiale St. Ulrich gehört zur Pfarrei St. Georg Trennfeld in der Pfarreiengemeinschaft Erlenbach-Triefenstein (Pastoraler Raum Marktheidenfeld im Dekanat Main-Spessart). Die Protestanten des Ortes gehören zur Pfarrgemeinde Kreuzwertheim (Evangelisch-Lutherisches Dekanat Aschaffenburg im Kirchenkreis Ansbach-Würzburg).